# Aleksandra Iszymowa
Aleksandra Iosifowna (Osipowna) Iszymowa (ros. Алекса́ндра Ио́сифовна (О́сиповна) Иши́мова, ur. 6 stycznia 1805 w Kostromie, zm. 16 czerwca 1881 w Petersburgu) – rosyjska pisarka, dziennikarka, tłumaczka, autorka książek dla dzieci i młodzieży.   

## Biografia
Aleksandra urodziła się w 1805 r. w Kostromie, w rodzinie szlacheckiej. Uczyła się w prywatnych szkołach z internatem w Petersburgu. Ojciec, od 1812 r. był urzędnikiem w Ministerstwie Policji, w 1818 r. został zesłany, bez procesu, na mocy rozkazu administracyjnego do Ust'-Sysolska. 1825 r. Iszimowa przybyła do Carskiego Sioła, aby osobiście poprosić cara Aleksandra I o złagodzenie wyroku. Uzyskała jedynie zgodę na to, aby jej ojciec mógł zamieszkać w Archangielsku.
Aleksandra pozostała w Petersburgu, gdzie zarabiała na życie pracą literacką. Na początku lat 30. XIX w. przetłumaczyła na rosyjski z języka francuskiego Essai sur l'art d'être heureux Françoisa-Xaviera-Josepha Droza, z języka angielskiego książkę Jamesa Fenimore'a Coopera Czerwony korsarz i Anny Laetiti Barbauld Evenings at Home, or The Juvenile Budget Opened. Rozpoczęła też pisanie Historii Rosji w opowiadaniach dla dzieci. Pierwsze opowiadania pokazała Piotrowi Pletniowowi, profesorowi literatury rosyjskiej na Uniwersytecie Petersburskim. W jego domu poznała m.in.: Aleksandra Puszkina, Iwana Turgieniewa i Jakowa Karłowicza Grota. Książka ukazała się w 1837 r. i zebrała pochlebne recenzje. W 1867 r. na polecenie Wiedomstwo uczrieżdienij impieratricy Marii Romanowej, który zarządzał Instytutem Szlachetnie Urodzonych Panien, Iszimowa opracowała podręcznik zatytułowany Skrócona historia Rosji, który był polecany do nauczania uczennic w szkołach i doczekała się w krótkim czasie trzech wznowień – w 1870, 1873 i 1879 r.
W 1842 r. zaczęła wydawać pismo dla dzieci i młodzieży „Zwiozdoczka”, które ukazywało się do 1863 r.  W 1850 r. ukazał się pierwszy numer pisma, również dla dzieci, „Promienie”, które wydawała do 1860 r. Pisma zawierały informacje z zakresu historii i geografii, dziejów Rosji i literatury. Ishimova opublikowała w nich ponad 600 swoich oryginalnych i tłumaczonych prac, które zebrano i wydano w oddzielnych książkach. Iszimowa była jedną z pierwszych autorek książek dla dzieci i młodzieży. Zmarła 16 czerwca 1881 w Petersburgu. 